# EssilorLuxottica
EssilorLuxottica é uma empresa multinacional franco-italiana fundada em 1 de outubro de 2018, após a fusão das empresas Essilor e Luxottica, ela projeta, fabrica e vende óculos, lentes oftalmológicas, equipamentos ópticos, óculos graduados e óculos de sol.
A fusão foi anunciada em janeiro de 2017, após a Essilor e a Luxottica anunciaram a fusão de suas atividades. Depois de ter recebido as autorizações necessárias das autoridades de concorrência dos Estados Unidos, União Europeia, Brasil, Canadá e China, a EssilorLuxottica foi criada em 1 de outubro de 2018. Em um nível técnico, a Essilor adquiriu a Luxottica, embora o fundador e presidente executivo da Luxottica, Leonardo Del Vecchio, tenha se tornado líder do novo conglomerado, que mudaria seu nome para conter as duas empresas e em 2 de outubro de 2018, as ações da nova empresa passarão a ser cotadas no CAC 40 e no Euro Stoxx 50.
Esta companhia nasceu com um faturamento de 16 bilhões de euros em faturamento, 55 bilhões de euros valor de mercado, cerca de 140.000 funcionários e vendas em mais de 150 paísese possui licenciamento de muitas marcas de luxo famosoas como: Bulgari, Prada, Chanel, Armani, Burberry, Ralph Lauren, Michael Kors, Dolce & Gabbana e marcas próprias como a  Ray-Ban, Oakley, Persol, Oliver Peoples que pertenciam a Luxottica e Varilux, Crizal, Transitions, Eyezen, Xperio, Foster Grant que eram da Essilor.
No Brasil é dona da Óticas Carol, que foi comprada ainda pela Luxottica por 110 milhões de euros em 2017 e que foi integrada ao portifólio da nova companhia.

### Aquisições posteriores
Em fevereiro de 2019, a EssilorLuxottica adquiriu a varejista ótica alemã Brille24 GmbH.na Grécia a subsidiária da Essilor, Shamir, adquiriu a Union Optic, um laboratório de prescrição e também distribui instrumentos ópticos. A Essilor também adquiriu uma participação majoritária na Indulentes, um dos principais laboratórios de prescrição do Equador, e uma participação majoritária na Metalizado Optico Argentino S.A. (MOA), um dos principais laboratórios de prescrição da Argentina.
A EssilorLuxottica adquiriu em agosto de 2019 uma participação de 76,72% no grupo holandês de óticas GrandVision por 7,2 bilhões de euros,o acordo inclui mais de 7.000 lojas em 40 países, no Brasil a GrandVision é dona da Fototica que adquirida por ela em 2007.a operação de compra foi aprovada em junho de 2021.
Em agosto de 2022, a Essilor comprou os 50% restantes da Shamir Optical Industry.e no mês de julho de 2023, a empresa anunciou que adquiriria a startup israelense Nuance Hearing e que é especializada em integrar aparelhos auditivos em óculos.
Em julho de 2024, a EssilorLuxottica concordou em comprar a marca americana de streetwear Supreme por 1,5 bilhão de dólares, expandindo seu portfólio para o universo do vestuário primeira vez. no mesmo mês adquiriu uma participação de 80% na Heidelberg Engineering, com sede na Alemanha e que é especializada em equipamentos de diagnósticos oftalmológicos.
A EssilorLuxottica é também a maior varejista de produtos ópticos do mundo, são cerca de 18.000 lojas espalhadas por todo o mundo são elas: Sunglass Hut, Ray-Ban e Oakley, que são as marcas globais do grupo, além delas existem várias marcas regionais por todo o planeta; LensCrafters, Target Optical e Pearle Vision na América do Norte; Apollo, Vision Express, Pearle, Générale d'Optique, Atasun Optik, Salmoiraghi & Viganò, Synoptik e David Clulow nos países da EMEA; OPSM, Mujosh e Laubman & Pank  nas nações que ficam na região da Ásia-Pacífico; Visión, GMO, Óticas Carol na América Latina.

### Número de lojas
Número total de lojas pertencentes a EssilorLuxottica em 31 de dezembro de 2023.
| Marca                | Número de lojas |
| -------------------- | --------------- |
| Sunglass Hut         | 3.181           |
| Óticas Carol         | 1.450           |
| LensCrafters         | 1.106           |
| Vision Express       | 1.007           |
| Apollo               | 905             |
| Pearle               | 727             |
| Générale d'Optique   | 683             |
| Target Optical       | 574             |
| Pearle Vision        | 570             |
| MasVisión            | 547             |
| Mujosh               | 507             |
| GrandOptical         | 402             |
| OPSM                 | 402             |
| Oakley               | 382             |
| GrandVision          | 353             |
| GMO                  | 351             |
| Atasun Optik         | 332             |
| Salmoiraghi & Viganò | 271             |
| Ray-Ban              | 265             |
| Aojo                 | 260             |
| Bolon                | 254             |
| Synoptik             | 248             |
| Luxoptica            | 221             |
| MultiÓpticas         | 220             |
| Outras marcas        | 2.371           |
| Total                | 17.589          |